# 卢尔什
卢尔什（法語：Lourches，法語發音：[luʁʃ]）是法国上法兰西大区北部省的一个市镇，位于该省东部，属于瓦朗谢讷区。卢尔什是法国本土失业率最高的市镇之一，2017年失业率达到了36%

## 地理
卢尔什（50°18'53"N, 3°21'19"E）面积2.65 平方千米，位于法国上法蘭西大區北部省，该省份为法国最北部的省份及最长的省份，西北濒北海，西接加来海峡省，南至埃纳省和索姆省，东与比利时接壤。
与卢尔什接壤的市镇（或旧市镇、城区）包括：埃科丹、布尚、德南、杜希莱米讷、埃斯科河畔讷维尔、勒镇。

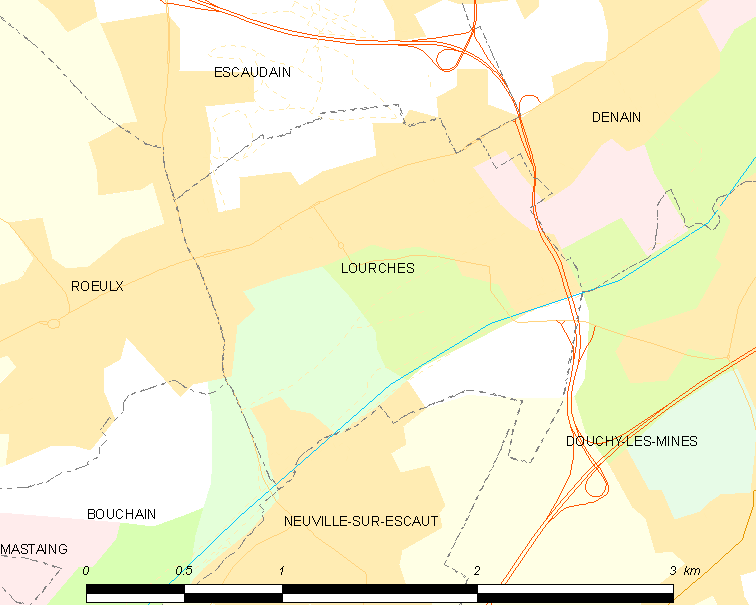
卢尔什的OSM定位图

卢尔什的时区为UTC+01:00、UTC+02:00（夏令时）。

## 行政
卢尔什的邮政编码为59156，INSEE市镇编码为59361。

## 政治
卢尔什所属的省级选区为德南县。

## 人口

1962-2008年间卢尔什人口变化图示

卢尔什于2022年1月1日时的人口数量为3756人。